# Нямц (окръг)
Окръг Нямц e окръг в област Молдова в Румъния.
Граничи с окръзите Харгита на запад, Сучава на север, Яш и Васлуй на изток и Бакъу на юг.

## География
Окръгът заема площ от 5896 km2. Намира се в североизточната част на Румъния, на границата между Източните Карпати и Молдовските възвишения.
Формите на релефа нарастват на височина от запад на изток. В западната част на Нямц са Източните Карпати с височина над 1800 m, като най-впечатляващ е планинският масив Чахлъу. На изток най-ниската точка в окръга е долината на река Сирет, с надморска височина около 160 m.
Река Биказ е създала впечатляващия каньон Кеиле Биказулуи (Cheile Bicazului). Изградената на река Бистрица язовирна стена през 1950-те години прегражда най-големия изкуствен язовир в Румъния.

## Население
През 2002 г. в Нямц живеят 557 000 души, а гъстотата на населението е 99/km2.
Над 99% от населението са румънци. Има малки циганско и унгарско малцинства.
В окръг Нямц има 5 града:
- Пятра Нямц – административен център на окръга (население ~ 135 000 д.)
- Роман (население ~ 80 000 д.)
- Търгу Нямц (население ~ 20 000 д.)
- Биказ (население ~ 9000 д.)
- Рознов (население ~ 9000 д.)

Рознов е най-„младият“ град в окръга – статут на град е получил едва през октомври 2003 г.

## Икономика
Развити са най-вече: химическа промишленост, машиностроене, текстилна промишленост, хранително-вкусова промишленост, производство на строителни материали.

## Туризъм
Нямц е известен като региона с най-много манастири на квадратен километър в света.
Тук са пръснати щедро както разнообразни и красиви природни форми, така и множество културни и исторически забележителности. Местните хора са известни с гостоприемството си.
Молдовският стил на изкуство съчетава по оригинален начин готическите елементи с византийски стил.
Сред най-посещаваните туристически атракции в Нямц са:
- град Пятра Нямц с неговите средновековни укрепления
- манастирите в северната част на Нямц:
  - Агапия
  - Нямц
  - Въратек
- националният парк в планината Чахлъу
- каньонът Кеиле Биказулуи на р. Биказ
- град Роман